# Lista odcinków serialu Homeland
Poniżej znajduje się lista odcinków serialu telewizyjnego Homeland – emitowanego przez amerykańską stację telewizyjną Showtime od 2 października 2011 roku. W Polsce jest emitowany na VOD, Fox Polska oraz TVP1.

## Przegląd sezonów
| Seria | Seria | Odcinki | Oryginalna emisja   | Oryginalna emisja | VOD Fox Polska TVP1              | VOD Fox Polska TVP1               | VOD Fox Polska TVP1 |
| Seria | Seria | Odcinki | Premiera serii      | Finał serii       | Premiera serii                   | Finał serii                       |                     |
| ----- | ----- | ------- | ------------------- | ----------------- | -------------------------------- | --------------------------------- | ------------------- |
|       | 1     | 12      | 2 października 2011 | 18 grudnia 2011   | 1 marca 2012 4 września 2012     | 24 maja 2012 20 listopada 2013    |                     |
|       | 2     | 12      | 30 września 2012    | 16 grudnia 2012   | 6 listopada 2012 9 kwietnia 2013 | 16 stycznia 2013 18 czerwca 2013  |                     |
|       | 3     | 12      | 29 września 2013    | 15 grudnia 2013   | 10 listopada 2013 28 marca 2014  | 26 stycznia 2014 13 czerwca 2014  |                     |
|       | 4     | 12      | 5 października 2014 | 21 grudnia 2014   | 6 listopada 2014 7 marca 2015    | 22 stycznia 2015 11 kwietnia 2015 |                     |
|       | 5     | 12      | 4 października 2015 | 20 grudnia 2015   | 5 listopada 2015                 | 21 stycznia 2016                  |                     |
|       | 6     | 12      | 15 stycznia 2017    | 9 kwietnia 2017   | brak danych                      | brak danych                       |                     |
|       | 7     | 12      | 11 lutego 2018      | 29 kwietnia 2018  | 13 lutego 2018                   |                                   |                     |
|       | 8     | 12      | 9 lutego 2020       |                   |                                  |                                   |                     |

### Sezon 1 (2011)
| Nr | #  | Tytuł                | Polski tytuł         | Reżyseria          | Scenariusz                                  | Premiera             | Premiera VOD     |
| -- | -- | -------------------- | -------------------- | ------------------ | ------------------------------------------- | -------------------- | ---------------- |
| 1  | 1  | Pilot                | Pilot                | Michael Cuesta     | Howard Gordon, Alex Gansa, Gideon Raff      | 2 października 2011  | 1 marca 2012     |
| 2  | 2  | Grace                | Łaska                | Michael Cuesta     | Alex Gansa, Alexander Cary                  | 9 października 2011  | 8 marca 2012     |
| 3  | 3  | Clean Skin           | Czyste serce         | Dan Attias         | Chip Johannessen                            | 16 października 2011 | 15 marca 2012    |
| 4  | 4  | Semper I             | Semper I             | Jeffrey Nachmanoff | Howard Gordon, Alex Gansa                   | 23 października 2011 | 22 marca 2012    |
| 5  | 5  | Blind Spot           | Martwy punkt         | Clark Johnson      | Alexander Cary                              | 30 października 2011 | 29 marca 2012    |
| 6  | 6  | The Good Soldier     | Dobry żołnierz       | Brad Turner        | Henry Bromell                               | 6 listopada 2011     | 5 kwietnia 2012  |
| 7  | 7  | The Weekend          | Weekend              | Michael Cuesta     | Meredith Stiehm                             | 13 listopada 2011    | 12 kwietnia 2012 |
| 8  | 8  | Achilles Heel        | Pięta Achillesa      | Tucker Gates       | Chip Johannessen                            | 20 listopada 2011    | 19 kwietnia 2012 |
| 9  | 9  | Crossfire            | Krzyżowy ogień       | Jeffrey Nachmanoff | Alexander Cary                              | 27 listopada 2011    | 26 kwietnia 2012 |
| 10 | 10 | Representative Brody | Przedstawiciel Brody | Guy Ferland        | Henry Bromell                               | 4 grudnia 2011       | 3 maja 2012      |
| 11 | 11 | The Vest             | Kamizelka            | Clark Johnson      | Meredith Stiehm, Chip Johannessen           | 11 grudnia 2011      | 10 maja 2012     |
| 12 | 12 | Marine One           | Marine One           | Michael Cuesta     | Howard Gordon, Alex Gansa, Chip Johannessen | 18 grudnia 2011      | 17/24 maja 2012  |

### Sezon 2 (2012)
| Nr | #  | Tytuł                 | Reżyseria           | Scenariusz                      | Premiera             | Premiera VOD      |
| -- | -- | --------------------- | ------------------- | ------------------------------- | -------------------- | ----------------- |
| 13 | 1  | The Smile             | Michael Cuesta      | Alex Gansa, Howard Gordon       | 30 września 2012     | 6 listopada 2012  |
| 14 | 2  | Beirut Is Back        | Michael Cuesta      | Chip Johannessen                | 7 października 2012  | 13 listopada 2012 |
| 15 | 3  | State of Independence | Lodge Kerrigan      | Alexander Cary                  | 14 października 2012 | 20 listopada 2012 |
| 16 | 4  | New Car Smell         | David Semel         | Meredith Stiehm                 | 21 października 2012 | 27 listopada 2012 |
| 17 | 5  | Q&A                   | Lesli Linka Glatter | Henry Bromell                   | 28 października 2012 | 4 grudnia 2012    |
| 18 | 6  | A Gettysburg Address  | Guy Ferland         | Chip Johannessen                | 4 listopada 2012     | 11 grudnia 2012   |
| 19 | 7  | The Clearing          | John Dahl           | Meredith Stiehm                 | 11 listopada 2012    | 18 grudnia 2012   |
| 20 | 8  | I'll Fly Away         | Michael Cuesta      | Howard Gordon, Chip Johannessen | 18 listopada 2012    | 25 grudnia 2012   |
| 21 | 9  | Two Hats              | Dan Attias          | Alexander Cary                  | 25 listopada 2012    | 2 stycznia 2013   |
| 22 | 10 | Broken Hearts         | Guy Ferland         | Henry Bromell                   | 2 grudnia 2012       | 9 stycznia 2013   |
| 23 | 11 | In Memoriam           | Jeremy Podeswa      | Chip Johannessen                | 9 grudnia 2012       | 16 stycznia 2013  |
| 24 | 12 | The Choice            | Michael Cuesta      | Alex Gansa, Meredith Stiehm     | 16 grudnia 2012      | 23 stycznia 2013  |

### Sezon 3 (2013)
| Nr | #  | Tytuł             | Polski tytuł                | Reżyseria           | Scenariusz                          | Premiera             | Premiera VOD      |
| -- | -- | ----------------- | --------------------------- | ------------------- | ----------------------------------- | -------------------- | ----------------- |
| 25 | 1  | Tin Man Is Down   | Blaszany Drwal nie żyje     | Lesli Linka Glatter | Alex Gansa, Barbara Hall            | 29 września 2013     | 10 listopada 2013 |
| 26 | 2  | Uh... Oh... Ah... | Problemy                    | Lesli Linka Glatter | Chip Johannessen                    | 6 października 2013  | 17 listopada 2013 |
| 27 | 3  | Tower of David    | Wieża Dawida                | Clark Johnson       | Henry Bromell, William Bromell      | 13 października 2013 | 24 listopada 2013 |
| 28 | 4  | Game              | Z powrotem w grze           | David Nutter        | James Yoshimura                     | 20 października 2013 | 1 grudnia 2013    |
| 29 | 5  | The Yoga Play     | Podstęp z jogą              | Clark Johnson       | Patrick Harbinson                   | 27 października 2013 | 8 grudnia 2013    |
| 30 | 6  | Still Positive    | Wciąż na dobrych falach     | Lesli Linka Glatter | Alexander Cary, Barbara Hall        | 3 listopada 2013     | 15 grudnia 2013   |
| 31 | 7  | Gerontion         | Gerontion                   | Carl Franklin       | Chip Johannessen                    | 10 listopada 2013    | 22 grudnia 2013   |
| 32 | 8  | A Red Wheelbarrow | Czerwona teczka             | Seith Mann          | James Yoshimura                     | 17 listopada 2013    | 29 grudnia 2013   |
| 33 | 9  | Horse and Wagon   | Ostatnia rzecz              | Jeffrey Reiner      | Barbara Hall                        | 24 listopada 2013    | 5 stycznia 2014   |
| 34 | 10 | Good Night        | Dobranoc                    | Keith Gordon        | Alexander Cary, Charlotte Stoudt    | 1 grudnia 2013       | 12 stycznia 2014  |
| 35 | 11 | Big Man in Tehran | Wielki człowiek w Teheranie | Daniel Minahan      | Chip Johannessen, Patrick Harbinson | 8 grudnia 2013       | 19 stycznia 2014  |
| 36 | 12 | The Star          | Gwiazda                     | Lesli Linka Glatter | Alex Gansa, Meredith Stiehm         | 15 grudnia 2013      | 26 stycznia 2014  |

### Sezon 4 (2014)
| Nr | #  | Tytuł                           | Polski tytuł                | Reżyseria           | Scenariusz                       | Premiera             | Premiera VOD      |
| -- | -- | ------------------------------- | --------------------------- | ------------------- | -------------------------------- | -------------------- | ----------------- |
| 37 | 1  | The Drone Queen                 | Królowa dronów              | Lesli Linka Glatter | Alex Gansa                       | 5 października 2014  | 6 listopada 2014  |
| 38 | 2  | Trylon and Perisphere           | Iglica i kula               | Keith Gordon        | Chip Johannessen                 | 5 października 2014  | 13 listopada 2014 |
| 39 | 3  | Shalwar Kameez                  | Nowa misja                  | Lesli Linka Glatter | Alexander Cary                   | 12 października 2014 | 20 listopada 2014 |
| 40 | 4  | Iron in the Fire                | Kuć żelazo póki gorące      | Michael Offer       | Patrick Harbinson                | 19 października 2014 | 27 listopada 2014 |
| 41 | 5  | About a Boy                     | Był sobie chłopiec          | Charlotte Sieling   | Meredith Stiehm                  | 26 października 2014 | 4 grudnia 2014    |
| 42 | 6  | From A. to B. and Back Again    | Od A do B i z powrotem      | Lesli Linka Glatter | Chip Johannessen                 | 2 listopada 2014     | 11 grudnia 2014   |
| 43 | 7  | Redux                           | Uwolnienie                  | Carl Franklin       | Alexander Cary                   | 9 listopada 2014     | 18 grudnia 2014   |
| 44 | 8  | Halfway to a Donut              | W pół drogi do sukcesu      | Alex Graves         | Chip Johannessen                 | 16 listopada 2014    | 25 grudnia 2014   |
| 45 | 9  | There's Something Else Going On | Dzieje się coś jeszcze      | Seith Mann          | Patrick Harbinson                | 23 listopada 2014    | 1 stycznia 2015   |
| 46 | 10 | 13 Hours in Islamabad           | 13 godzin w Islamabadzie    | Dan Attias          | Alex Gansa, Howard Gordon        | 7 grudnia 2014       | 8 stycznia 2015   |
| 47 | 11 | Krieg Nicht Lieb                | Wojna nie kocha             | Clark Johnson       | Alexander Cary, Chip Johannessen | 14 grudnia 2014      | 15 stycznia 2015  |
| 48 | 12 | Long Time Coming                | Od dawna się na to zanosiło | Lesli Linka Glatter | Meredith Stiehm                  | 21 grudnia 2014      | 22 stycznia 2015  |

### Sezon 5 (2015)
10 listopada 2014 roku, stacja Showtime zamówiła piąty sezon serialu, którego emisję zaczęto 4 października 2015 roku.
| Nr | #  | Tytuł                        | Polski tytuł              | Reżyseria           | Scenariusz                                   | Premiera             | Premiera VOD      |
| -- | -- | ---------------------------- | ------------------------- | ------------------- | -------------------------------------------- | -------------------- | ----------------- |
| 49 | 1  | Separation Anxiety           | Lęk separacyjny           | Lesli Linka Glatter | Chip Johannessen, Ted Mann                   | 4 października 2015  | 5 listopada 2015  |
| 50 | 2  | The Tradition of Hospitality | Tradycja gościnności      | Lesli Linka Glatter | Patrick Harbinson                            | 11 października 2015 | 12 listopada 2015 |
| 51 | 3  | Super Powers                 | Supermocarstwa            | Keith Gordon        | Alex Gansa, Meredith Stiehm                  | 18 października 2015 | 19 listopada 2015 |
| 52 | 4  | Why Is This Night Different? | Co różni tę noc?          | John David Coles    | Ron Nyswaner                                 | 25 października 2015 | 26 listopada 2015 |
| 53 | 5  | Better Call Saul             | Lepiej zadzwońmy do Saula | Michael Offer       | Benjamin Cavell, Alex Gansa                  | 1 listopada 2015     | 3 grudnia 2015    |
| 54 | 6  | Parabiosis                   | Parabioza                 | Alex Graves         | Chip Johannessen, Ted Mann                   | 8 listopada 2015     | 10 grudnia 2015   |
| 55 | 7  | Oriole                       | Wilga                     | Lesli Linka Glatter | Alex Gansa, Patrick Harbinson                | 15 listopada 2015    | 17 grudnia 2015   |
| 56 | 8  | All About Allison            | Wszystko o Allison        | Daniel Attias       | Ron Nyswaner                                 | 22 listopada 2015    | 24 grudnia 2015   |
| 57 | 9  | The Litvinov Ruse            | Podstęp z Litvinovem      | Tucker Gates        | Howard Gordon, Patrick Harbinson, Alex Gansa | 29 listopada 2015    | 31 grudnia 2015   |
| 58 | 10 | New Normal                   | Nowa normalność           | Dan Attias          | Meredith Stiehm, Charlotte Stoudt            | 6 grudnia 2015       | 7 stycznia 2016   |
| 59 | 11 | Our Man in Damascus          | Nasz człowiek w Damaszku  | Seith Mann          | David Fury                                   | 13 grudnia 2015      | 14 stycznia 2016  |
| 60 | 12 | A False Glimmer              | Fałszywy przebłysk        | Lesli Linka Glatter | Liz Flahive, Alex Gansa, Ron Nyswaner        | 20 grudnia 2015      | 21 stycznia 2016  |

### Sezon 6 (2017)
10 grudnia 2015 roku, stacja Showtime zamówiła szósty sezon serialu. Premiera sezonu szóstego jest zaplanowana na styczeń 2017 roku przez Showtime.
| Nr | #  | Tytuł                   | Polski tytuł             | Reżyseria           | Scenariusz                          | Premiera         | Premiera nc+Seriale |
| -- | -- | ----------------------- | ------------------------ | ------------------- | ----------------------------------- | ---------------- | ------------------- |
| 61 | 1  | Fair Game               | Uczciwa gra              | Keith Gordon        | Alex Gansa, Ted Mann                | 15 stycznia 2017 | 15 lutego 2017      |
| 62 | 2  | The Man in the Basement | Mężczyzna w suterenie    | Keith Gordon        | Chip Johannessen                    | 22 stycznia 2017 | 22 lutego 2017      |
| 63 | 3  | The Covenant            | Przymierze               | Lesli Linka Glatter | Ron Nyswaner                        | 29 stycznia 2017 | 1 marca 2017        |
| 64 | 4  | A Flash of Light        | Błysk światła            | Alex Graves         | Chip Johannessen                    | 12 lutego 2017   | 8 marca 2017        |
| 65 | 5  | Casus Belli             | Ryzyko wojny             | Alex Graves         | Chip Johannessen                    | 19 lutego 2017   | 15 marca 2017       |
| 66 | 6  | The Return              | Powrót                   | Alex Graves         | Charlotte Stoudt                    | 26 lutego 2017   | 22 marca 2017       |
| 67 | 7  | Imminent Risk           | Nieuchronne ryzyko       | Tucker Gates        | Ron Nyswaner                        | 5 marca 2017     | 29 marca 2017       |
| 68 | 8  | Alt.Truth               | Alternatywna prawda      | Lesli Linka Glatter | Charlotte Stoudt                    | 12 marca 2017    | 5 kwietnia 2017     |
| 69 | 9  | Sock Puppets            | Fałszywa propaganda      | Dan Attias          | Chip Johannessen, Evan Wright       | 19 marca 2017    | 12 kwietnia 2017    |
| 70 | 10 | The Flag House          | Dom z flagą              | Michael Klick       | Alex Gansa                          | 26 marca 2017    | 19 kwietnia 2017    |
| 71 | 11 | R Is for Romeo          | R jak Romeo              | Seith Mann          | Chip Johannessen, Patrick Harbinson | 2 kwietnia 2017  | 26 kwietnia 2017    |
| 72 | 12 | America First           | Ameryka przede wszystkim | Lesli Linka Glatter | Alex Gansa, Ron Nyswaner            | 9 kwietnia 2017  | 3 maja 2017         |

### Sezon 7 (2018)
2 czerwca 2016 roku, stacja Showtime ogłosiła przedłużenie serialu o siódmy sezon.
| Nr | #  | Tytuł                             | Polski tytuł   | Reżyseria           | Scenariusz                           | Premiera         | Premiera nc+Seriale |
| -- | -- | --------------------------------- | -------------- | ------------------- | ------------------------------------ | ---------------- | ------------------- |
| 73 | 1  | Enemy of the State                | Wróg publiczny | Lesli Linka Glatter | Debora Cahn, Alex Gansa              | 11 lutego 2018   |                     |
| 74 | 2  | Rebel Rebel                       | Rebelia        | Lesli Linka Glatter | Patrick Harbinson, Chip Johannessen  | 18 lutego 2018   |                     |
| 75 | 3  | Standoff                          | Konfrontacja   | Michael Klick       | Anya Leta, Ron Nyswaner              | 25 lutego 2018   |                     |
| 76 | 4  | Like Bad at Things                | Niepowodzenie  | Alex Graves         | Chip Johannessen, Patrick Harbinson  | 4 marca 2018     |                     |
| 77 | 5  | Active Measures                   |                | Charlotte Sieling   | Debora Cahn                          | 11 marca 2018    |                     |
| 78 | 6  | Species Jump                      |                | Michael Offer       | Anya Leta, Ron Nyswaner              | 18 marca 2018    |                     |
| 79 | 7  | Andante                           |                | Lesli Linka Glatter | Patrick Harbinson, Chip Johannessen  | 25 marca 2018    |                     |
| 80 | 8  | Lies, Amplifiers, F**king Twitter |                | Tucker Gates        | Patrick Harbinson & Chip Johannessen | 1 kwietnia 2018  |                     |
| 81 | 9  | Useful Idiot                      |                | Nelson McCormick    | Debora Cahn                          | 8 kwietnia 2018  |                     |
| 82 | 10 | Clarity                           |                | Dan Attias          | Howard Gordon, Ron Nyswaner          | 15 kwietnia 2018 |                     |
| 83 | 11 | All In                            |                | Alex Graves         | Patrick Harbinson, Chip Johannessen  | 22 kwietnia 2018 |                     |
| 84 | 12 | Paean to the People               |                | Lesli Linka Glatter | Alex Gansa                           | 29 kwietnia 2018 |                     |

### Sezon 8
2 czerwca 2016 roku, stacja Showtime ogłosiła przedłużenie serialu o ósmy sezon
| Nr | #  | Tytuł               | Polski tytuł | Reżyseria           | Scenariusz                           | Premiera         | Premiera |
| -- | -- | ------------------- | ------------ | ------------------- | ------------------------------------ | ---------------- | -------- |
| 85 | 1  | Deception Indicated |              | Lesli Linka Glatter | Debora Cahn & Alex Gansa             | 9 lutego 2020    |          |
| 86 | 2  | Catch and Release   |              |                     | Patrick Harbinson & Chip Johannessen | 16 lutego 2020   |          |
| 87 | 3  | False Friends       |              | Keith Gordon        | Alex Gansa & Howard Gordon           | 23 lutego 2020   |          |
| 88 | 4  | Chalk One Up        |              |                     |                                      | 1 marca 2020     |          |
| 89 | 5  | Chalk Two Down      |              | Alex Graves         |                                      | 8 marca 2020     |          |
| 90 | 6  | Two Minutes         |              | Tucker Gates        |                                      | 15 marca 2020    |          |
| 91 | 7  | F**ker Shot Me      |              | Lesli Linka Glatter |                                      | 22 marca 2020    |          |
| 92 | 8  | Threnody(s)         |              | Michael Klick       |                                      | 29 marca 2020    |          |
| 93 | 9  | In Full Flight      |              | Daniel Attias       |                                      | 5 kwietnia 2020  |          |
| 94 | 10 | Designated Driver   |              |                     |                                      | 12 kwietnia 2020 |          |
| 95 | 11 | The English Teacher |              | Michael Cuesta      |                                      | 19 kwietnia 2020 |          |